# Lindleyinae
Lindleyinae je podtribus ružovki, dio tribusa Maleae. Postoje dva roda s 4 vrste iz Meksika i Južne Amerike

## Rodovi
1. Kageneckia Ruiz & Pav.  (3 spp.)
2. Lindleya Kunth (1 sp.)
3. Vauquelinia Corrêa ex Bonpl. (3 spp.)